# Matrilinearidade
Matrilinearidade é uma classificação ou organização de um povo, grupo populacional, família, clã ou linhagem em que a descendência é contada em linha materna.
É um conceito importante em paleoantropologia, no estudo da evolução da espécie humana, assim como na de outros mamíferos, pela análise do DNA mitocondrial.
Organização de família, linhagem na qual só a descendência pela linha materna é levada em conta (Sociologia). Termo aplicado às formas ginecocráticas de sociedade, nas quais o papel de liderança e poder é exercido pela mulher e especialmente pelas mães de uma comunidade (Sociologia). Família que tem como base a mulher, mãe, filha. Na família matrilinear é o homem que deixa sua casa, abandona seus laços familiares e vai morar com a família da esposa, adequar-se a seu estilo de vida (Sociologia). Organização social de um povo, grupo populacional, família, clã ou linhagem onde a descendência é contada em linha materna. A liderança feminina em ocasiões publicas ou oficias onde as mulheres exercem papel importante na sociedade. Homens são líderes apenas quando herdam o cargo de suas mães ou irmãs.